# Relations entre le Nigeria et l'Union européenne
Les relations entre le Nigeria et l’Union européenne reposent sur l’accord de Cotonou et l'action conjointe UE-Nigeria pour le futur, adopté en 2009. 

## Sources

## Compléments